# 遠藤胤基
遠藤胤基（日语：／ Endō Tanemoto，1548年—1594年1月14日）是日本戰國時代至安土桃山時代武將，美濃國郡上郡木越城主，又稱作新兵衛、大隅守和胤繁，遠藤胤緣的次子，遠藤胤俊之子弟，妻子是叔父遠藤盛數之女。

## 生涯
元龜元年（1570年）11月，胤基的兄長遠藤胤俊在志賀之陣中戰死，胤基因而繼承家督之位，並且與八幡城主宗家的遠藤慶隆並稱為「兩遠藤」。翌年9月，胤基與慶隆一同參與火燒比叡山。
雖然兩遠藤氏在齋藤氏沒落前後降於織田信長，但是在元龜3年（1572年）5月左右，胤基通過家老遠藤加賀守介圍紹下與武田信玄也有所關連，在信玄發動西上作戰進攻織田氏期間，曾經在同年11月19日寫信要求胤基向信長宣戰。天正元年（1573年）4月，信玄在西上作戰途中死去，信長將目前為止態度曖昧的遠藤氏派往郡上，後來遠藤氏才降服於信長，有些說法則認為信長在未知自己腹背受敵的情況下，湊巧遇上武田氏因信玄死去而退兵，這樣才能夠幸運地降服遠藤氏。
同年8月，胤基也有份參與攻打越前朝倉氏。翌年（1574年），加治田城主齋藤利治進攻郡上，但是遭到胤基的家臣吉田左京進等人撃退。天正10年（1582年）2月，信長發動甲州征伐進攻武田勝賴，期間胤基和慶隆一同隸屬於金森長近，從飛驒攻向甲斐，並且在天目山消滅甲斐武田氏。
同年6月本能寺之變爆發後，胤基投靠美濃國主織田信孝，就算後來信孝與羽柴秀吉敵對，仍然繼續替其效力。翌年（1583年）閏1月，胤基攻下秀吉勢力下的須原城和洞戶城而獲信孝讚賞，其後在立花山之戰中不敵森長可而投降。天正12年（1584年）爆發的小牧、長久手之戰中，胤基作為羽柴軍的一員參加，最初隸屬於池田恒興，後來恒興戰死後轉為在堀秀政麾下效力。
天正13年（1585年），胤基與慶隆一同參與秀吉發動的紀州征伐。天正15年（1587年），秀吉發動九州征伐，胤基與慶隆也有參加。翌年（1588年），秀吉興建聚樂第，胤基和慶隆獲賜予在西京口的居所，胤基因而與妻子一同上京。
天正16年（1588年），秀吉以在立花山之戰等曾經反抗其為由，沒收兩遠藤氏約2萬石的領地，將慶隆減封至小原7,500石，胤基則減至犬地5,500石。天正18年（1590年），胤基與慶隆率領900人參戰小田原征伐，並且他們也參戰了秀吉遠征會津一役
文祿元年（1592年），在萬曆朝鮮之役中，胤基與慶隆均在織田秀信旗下效力，在釜山、梁山市、蔚山和鎮守城一帶作戰，在朝鮮半島戰鬥達兩年才返回日本。其後，胤基在長門國國分寺病死（現山口縣下關市長府宮的內町），由遠藤胤直（胤基之弟遠藤胤重之子）繼承家督。